# フェルミ推定
フェルミ推定（フェルミすいてい、英: Fermi estimate）とは、実際に調査することが難しいような捉えどころのない量を、いくつかの手掛かりを元に論理的に推論し、短時間で概算することである。例えば「東京都内にあるマンホールの総数はいくらか？」「地球上に蟻は何匹いるか？」など、一見見当もつかないような量に関して推定すること、またはこの種の問題を指す。
別称でフェルミの問題（フェルミのもんだい、英: Fermi problem/question/quiz）、オーダーエスティメーションや封筒裏の計算ともいわれる。
名前の由来は物理学者でノーベル物理学賞を受賞したエンリコ・フェルミに由来する。フェルミはこの種の概算を得意としていた。
フェルミ推定はコンサルティング会社や外資系企業などの面接試験で用いられることがあるほか、欧米では学校教育で科学的な思考力を養成するために用いられることもある。
フェルミ推定という語句が日本に入ってきたのは、『広い宇宙に地球人しか見当たらない50の理由―フェルミのパラドックス』が最初だろうと細谷功は述べている。ただしこのような考え方自体は、理工系学部では講義などで教えられていたり、ビジネスシーンではきわめて当たり前のように用いられていた。

## 具体例
フェルミ推定で特に知られているものは、「アメリカのシカゴには何人（なんにん）のピアノの調律師がいるか？」を推定するものである。これはフェルミ自身がシカゴ大学の学生に対して出題したとされている。
この問題に対して、例えば次のように概算できる。
まず以下のデータを仮定する。
1. シカゴの人口は300万人とする
2. シカゴでは、1世帯あたりの人数が平均3人程度とする
3. 10世帯に1台の割合でピアノを保有している世帯があるとする
4. ピアノ1台の調律は平均して1年に1回行うとする
5. 調律師が1日に調律するピアノの台数は3つとする
6. 週休二日とし、調律師は年間に約250日働くとする

そして、これらの仮定を元に次のように推論する。
1. シカゴの世帯数は、（300万/3）=100万世帯程度
2. シカゴでのピアノの総数は、(100万/10)=10万台程度
3. ピアノの調律は、年間に10万件程度行われる
4. それに対し、（1人の）ピアノの調律師は1年間に250×3=750台程度を調律する
5. よって調律師の人数は10万/750=130人程度と推定される

フェルミ推定では、前提や推論の方法の違いによって結論にかなりの誤差を生じることもある。フェルミ推定を模倣したケーススタディと呼ばれるテストが、80年代90年代のアメリカ企業の採用活動でよく行われていた。